# Csizmadia Ernő
| Csizmadia Ernő                            | Csizmadia Ernő |
| Kattints az alábbi külső linkek egyikére! | Kattints az alábbi külső linkek egyikére!                                                                         |
| ----------------------------------------- | --- |
| Nem található szabad kép.(?)              | |
| külső link · jogvédett                    | Neves oktatóink. Dr. Csizmadia Ernő akadémikus, az agrár közgazdaságtan professzora. Közgazdász, 1984. január 19. |
| külső link · jogvédett                    | Csizmadia Ernő. Nemzeti Sírkert. 2004.                                                                            |

Csizmadia Ernő (Beje, 1924. február 10. – Budapest, 1984. november 14.) agrárközgazdász, egyetemi tanár, az MTA tagja (l. 1973., r. 1979).

## Életpályája
1950-ben a Közgazdaságtudományi Egyetemen szerzett diplomát. 1950-től 1956-ig a Gödöllői Agrártudományi Egyetem docense, 1957-től 1963-ig az MSZMP Központi Bizottsága agitációs és propaganda osztályának munkatársa volt. 1964-től 1968-ig a Minisztertanács Titkárságának főosztályvezetője, 1968-tól 1971-ig a Marx Károly Közgazdaságtudományi Egyetem tudományos rektorhelyettese. 1971-től 1975-ig az MSZMP Központi Bizottsága gazdaságpolitikai osztályának helyettes vezetője. 1975-től haláláig a Marx Károly Közgazdaságtudományi Egyetem professzora, 1977-1979 között dékán, 1979-től haláláig az egyetem rektora.
Budapesten hunyt el 60 évesen, 1984. november 14-én.
Felesége Székely Magda volt.

## Munkássága
Szövetkezetelméleti kutatásokkal, az agrár-ipari fejlődés törvényszerűségeinek vizsgálatával foglalkozott.

## Főbb munkái
- Két út – két világ (Budapest, 1962)
- A gazdasági mechanizmus reformja és a mezőgazdaság (1967)
- Gazdasági koncepciónk és az élelmiszergazdaság (Budapest, 1970)
- Élelmiszergazdaságunk a hatékonyabb gazdálkodás útján (Budapest, 1972)
- Bevezetés az élelmiszergazdaságtanba (Budapest, 1973)
- Socialist Agriculture in Hungary (Budapest, 1977)
- A mezőgazdaság az ágazati kapcsolatok rendszerében (Vági Ferenccel, Budapest, 1977)
- Vállalati gazdálkodás és gazdaságirányítás a mezőgazdaságban (Székely Magdával, Budapest, 1978)
- Az MSZMP agrárpolitikája és a magyar mezőgazdaság (Budapest, 1984)